# Сан Хосе Канталехо, Иван
Ива́н Сан Хосе́ Кантале́хо (исп. Iván San José Cantalejo; род. 29 апреля 2004), более известный как Чуки — испанский футболист, полузащитник клуба «Реал Вальядолид».

## Биография
Чуки, родившийся в Вальядолиде, присоединился к академии «Реал Вальядолид» после перехода из «Виктории». Он дебютировал за вторую команду «бело-фиолетовых» 28 августа 2021 года в матче Первого дивизиона RFEF против «Логроньеса», который завершился вничью 1:1.
Первый гол Чуки за «Реал Вальядолид Б» он забил 20 ноября 2021 года, сравняв счет в домашнем матче против «Интернасьоналя де Мадрид» (2:2). 15 июля 2022 года он продлил контракт с клубом до 2025 года.
Дебют за основную команду «Вальядолида» состоялся 1 ноября 2023 года, когда он вышел на замену в матче против «Пенья Депортива», который завершился со счетом 5:1 в рамках Кубка Испании. В Первом дивизионе он дебютировал 19 августа следующего года, заменив Кике Переса в домашнем матче против «Эспаньолы» (1:0).

## Международная карьера
Чуки также был вызван в сборную Испании до 18 лет 21 января 2022 года и забил гол в ворота Дании 23 февраля того же года.